# 菲安登
菲安登（德语、法语：Vianden），又译维安登，是卢森堡東北部的一个具有城市地位的市镇。菲安登以菲安登城堡而聞名。

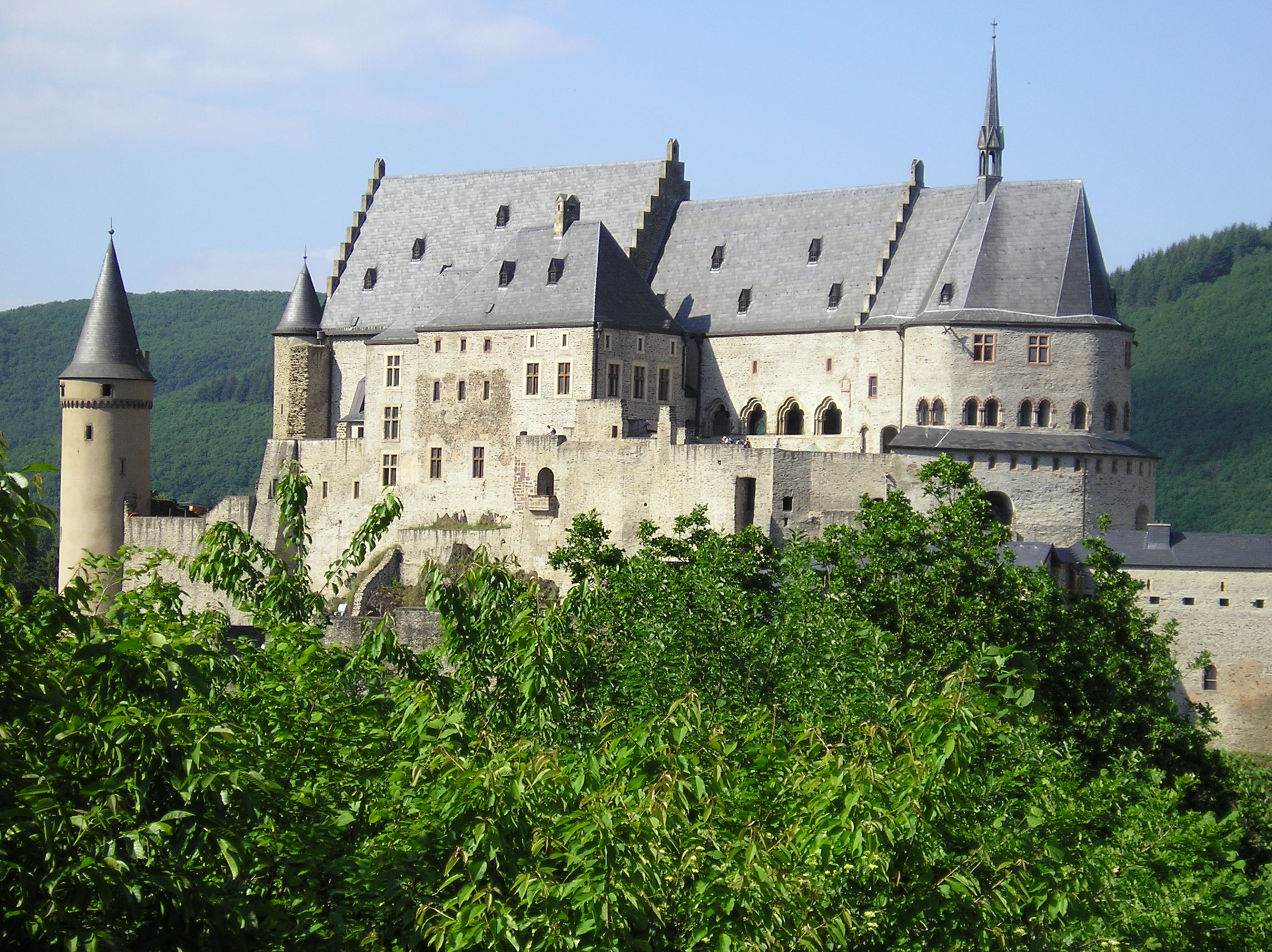
菲安登城堡

## 友好城市
- 法國 贡比涅

## 外部連結
- Vianden tourist information
- Vianden Castle
- Vianden and surroundings from Google Maps （页面存档备份，存于）
- Official Vianden Commune site （法文）